# La casa - Il risveglio del male
La casa - Il risveglio del male (Evil Dead Rise) è un film del 2023 diretto da Lee Cronin.
Il film è il sequel diretto della saga de La casa, nonché quinto capitolo in ordine cronologico.

## Trama
Il film si apre con una ragazza, Teresa, che sta leggendo un libro sul bordo di un pontile, quando viene sfiorata da quello che si rivela essere un drone telecomandato da Caleb, un suo amico; spaventata e infastidita, la giovane chiede al ragazzo notizie della sua fidanzata Jessica, la quale sta riposando in una baita poco lontana non sentendosi bene. Teresa la raggiunge e decide di tenerle compagnia continuando a leggere il libro. Improvvisamente, come se riversasse in uno stato di trance, Jessica inizia a recitare a memoria i passaggi del libro variando più volte la voce, spaventando a morte l'amica e collassando in seguito sul pavimento. Seppur terrorizzata, Teresa si avvicina alla ragazza, la quale all'improvviso la afferra per la gola con una mano e con l'altra le strappa violentemente lo scalpo. Poco dopo Caleb viene raggiunto da Teresa, che sanguina copiosamente, e da un'ormai completamente posseduta Jessica, che lo decapita con il suo stesso drone mentre si trova sott'acqua sotto lo sguardo terrorizzato di Teresa.
Un giorno prima di tali eventi, Beth, che lavora come tecnico del suono, scopre di essere incinta e decide di andare a trovare sua sorella Ellie, al fine di ricevere del supporto morale e non solo. Le due non si vedono da oltre due mesi, tanto che Beth è all'oscuro del fatto che Ellie sia stata abbandonata dal marito e si ritrovi da sola a badare alla casa (che dovrà lasciare entro un mese a causa della demolizione dello stabile in cui vive) e ai suoi tre figli, gli adolescenti Danny e Bridget e la piccola Kassie. Mentre i tre ragazzi stanno rientrando a casa dopo aver comprato delle pizze e le due sorelle in casa stanno cercando di recuperare il tempo perduto, si verifica una forte scossa di terremoto. Danny vede un buco nel pavimento del garage dello stabile, che dà accesso ad un vecchio caveau bancario, all'interno del quale trova un vecchissimo libro e tre vinili. Rientrato in casa, il giovane decide di aprire il manoscritto, che si rivela essere il Necronomicon Ex-Mortis e di ascoltare i dischi nella propria camera, nonostante le rimostranze e i timori di Bridget. Tale ascolto, che Danny non riesce a fermare quando inizia ad avere paura, risveglia una potentissima entità maligna, la quale entra nel palazzo e possiede Ellie mentre si trova in ascensore, provocando tra l'altro un blackout.
La donna rientra in casa ed inizia a comportarsi in maniera strana: cammina a scatti, cucina delle uova rompendo anche i gusci nella padella e inizia a parlare con una voce diversa, ridendo istericamente. Quindi si contorce, vomita copiosamente e collassa sul pavimento sotto lo sguardo terrorizzato di Beth e dei suoi tre ragazzi, apparentemente morta. Aiutati da due vicini di casa, Gabriel e il signor Fonda, Beth e i ragazzi adagiano Ellie sul letto, in attesa dei soccorsi dato che il palazzo è ancora isolato. Non passa molto, quando Ellie improvvisamente si sveglia, febbricitante. Messa nella vasca da bagno, la donna inizia prima ad agitarsi quindi levita fino al soffitto, lanciando un urlo demoniaco. Ormai completamente in balia dell'entità maligna, attacca prima Beth trafiggendole una mano e poi Bridget ferendola con una macchinetta per tatuaggi, ferita che poi il demone infetta con la propria lingua. Nonostante la lotta non sia semplice, Beth e Danny riescono a chiudere Ellie fuori dall'appartamento. Sul pianerottolo la donna uccide uno dopo l'altro Gabriel, il signor Fonda e due altri giovani vicini di casa, Jake e Scott, per poi tentare di rientrare nell'appartamento. Intanto la ferita di Bridget è ormai fuori controllo e di lì a poco Beth trova la giovane intenta a masticare un bicchiere di vetro, anche lei ormai sopraffatta dal demone. Bridget attacca Beth e la ferisce con una grattugia, ma la donna riesce ad avere la meglio prima stordendola con una pesante padella, ed in seguito grazie a Kassie che la impala col bastone di una scopa, mentre Danny la lega al letto per sicurezza.
Beth chiede a Danny di farle ascoltare le parole dei vinili, ma mentre lo fa viene attaccata da Ellie, che è riuscita a rientrare in casa passando dai condotti di aerazione; in contemporanea, Bridget si risveglia e attacca Danny e Kassie. Il ragazzo viene ferito mortalmente, ma riesce a dar fuoco a Bridget, mettendola fuori combattimento. Anche Beth ha la meglio su Ellie, colpendola in viso con delle forbici. Le due sopravvissute tentano di scappare attraverso l'ascensore, mentre non soltanto Ellie, Bridget e Danny (anche lui ormai posseduto) si risvegliano, ma anche tutti i vicini uccisi in precedenza. L'ascensore in poco tempo si riempie di sangue rischiando di farle affogare, mentre all'esterno Ellie, Bridget e Danny si fondono in una sola creatura aracnide umanoide che dà loro la caccia. Arrivate al piano interrato, e sopravvissute alla caduta dell'ascensore grazie alla quantità esagerata di liquido organico presente nell'abitacolo, Beth e Kassie raggiungono l'uscita del parcheggio ma quest'ultima viene catturata dall'essere demoniaco che tenta di fonderla con il proprio corpo; fortunatamente Beth riesce a rientrare e a salvare la nipote facendo a pezzi la creatura, ormai conscia che sua sorella non esiste più. Prima di andarsene, Beth raccoglie la motosega con cui ha ucciso l'essere per poter proteggere sua nipote e il nascituro che porta in grembo.
Nel finale vediamo Jessica, la ragazza posseduta di inizio film, uscire dal suo appartamento del quinto piano, scendere verso il parcheggio, inizialmente aspettando l'ascensore che però è incastrato nel seminterrato per poi andare verso le scale. Troppo occupata dalla chiamata con la sua amica Teresa, inizialmente non si accorge di tutto il sangue che la circonda e solo dopo essere entrata in macchina e aggiustato lo specchietto, va ad indagare l'accaduto così da venire posseduta dall'entità ancora attiva.

## Produzione
Già alla premiere di La casa, il regista Fede Álvarez aveva parlato di un possibile sequel. Successivamente, Sam Raimi disse che il sequel sarebbe stato un seguito diretto de L'armata delle tenebre, servendo come quarto capitolo anziché quinto. In seguito, Bruce Campbell disse che sarebbe servito anche come quarta stagione di Ash vs Evil Dead.
Il progetto rimase sospeso fino al 2019 quando Sam Raimi annunciò lo sviluppo del film, nominando Lee Cronin come regista, con cui aveva già collaborato in precedenza. "Lee è davvero un gran regista. Allora l’ho voluto incontrare per fare una chiacchierata e lui mi ha detto che La casa gli piace moltissimo. Allora gli ho proposto di farne un sequel e lui ha accettato". Prese le redini del progetto, Lee Cronin ha poi riscritto la sceneggiatura ambientandola in un contesto urbano e distaccandola il più possibile dal franchise originale.
Le riprese si sono svolte in Nuova Zelanda dal 6 giugno al 27 ottobre 2021.

## Distribuzione
Il film doveva essere distribuito su HBO Max negli Stati Uniti, finché non si decise di spostarlo nelle sale con data fissata al 21 aprile 2023 negli USA e il giorno prima in Italia.

## Divieti
Il film in Italia è vietato ai minori di 14 anni per violenza e scene disturbanti.

## Accoglienza
Il film ha ricevuto giudizi generalmente positivi. Sul sito Rotten Tomatoes riporta una percentuale di gradimento dell'84% basato su 147 recensioni da parte della critica specializzata e un voto di 7,10 su 10.

## Curiosità
Bruce Campbell fa un cameo nel film. Precisamente nell'istante in cui Danny risveglia il demone sentendo il vinile, si sentono delle voci e una di queste dice: "Distruggiamolo! Si chiama Libro dei Morti per un motivo!": Campbell recita queste battute. Il regista ha dichiarato che Campbell non interpreta un personaggio qualsiasi perché potrebbe trattarsi benissimo di Ash Williams.

## Richiami e citazioni
- La scena della possessione iniziale è un richiamo alla versione alternativa proposta da Fede Álvarez nel suo remake del 2013.
- Il Necronomicon del film è il terzo libro presente sull'altare nel cimitero de L'armata delle tenebre (1993), come nel remake di Álvarez era il secondo.[2]
- Nei vinili ascoltati da Danny e Beth ci sono dei palesi riferimenti agli altri due Necronomicon comparsi nelle linee narrative di Raimi e Alvarez.[2]
- Le scene gore del film sono in buona parte censurate e attutite per volontà del regista, secondo il suo pensiero il film doveva essere un suo prodotto non confondibile con i predecessori, per questo ha evitato ogni collegamento alla serie televisiva e al film di Álvarez anche nella violenza visiva.[2][3]
- L'ascensore che si riempie di sangue pare essere una citazione dal film Shining di Stanley Kubrick, quando raggiunge il piano interrato l'apertura e la fuoriuscita del liquido organico è molto simile a quella presente nel film del 1980.
- L'essere aracnoforme è palesemente ispirato a quello presente nel finale del film Il colore venuto dallo spazio (2019), diretto da Richard Stanley e ispirato all'omonimo racconto di Howard Phillips Lovecraft.
- Il palazzo, location principale del film, dall'esterno ricorda quello de La bambola assassina (1988).
- In più di un'occasione Lee Cronin ha cercato di emulare le static footage di Sam Raimi non ricorrendo però all'editing video, né analogico né digitale, questo le ha rese non più statiche ma in leggero movimento.
- Beth rischia più volte di perdere una mano, ad esempio durante la furia omicida di Bridget, ma riesce sempre a salvarsi l'arto. Questo è un richiamo inverso al protagonista della serie Ash Williams che nel secondo film è costretto ad amputarsi la mano per via della possessione. Stesso richiamo è stato utilizzato da Fede Álvarez nel suo remake con la scena finale.
- L'ambientazione del film e la presenza di una protagonista incinta sono due elementi narrativi ispirati da Demoni 2 (1986) di Lamberto Bava.